# 유용태
유용태 (劉容泰, 1938년 7월 2일~)는 대한민국의 정치인이다. 제18대 노동부 장관, 제15·16대 국회의원을 지냈다. 2004년 노무현 대통령 탄핵 소추안을 대표 발의하였고 이후에 열린 제17대 총선에서 분전하였으나 열린우리당 이계안 후보에게 큰 표 차이로 낙선하였다.

## 학력
- 이천제일국민학교 졸업
- 용산중학교 졸업
- 오산고등학교 졸업
- 중앙대학교 법정대학 졸업(법학 학사)
- 중앙대학교 대학원 졸업(법학 석사)
- 대전대학교 대학원 졸업(법학 박사)

## 경력
- 노동청 공보관 근로기준관
- 1971년 : 노동청 공보담당관실
- 1978년 : 노동청 기획예산담당관
- 1980년 : 노동청 근론기준국 국장
- 1985년 : 한국산업연수원 원장
- 1986년 7월 : 한국산업훈련협회 이사장
- 1992년 ~ 2001년 : 한국공인노무사회 회장
- 1993년 : 한국노사연구원 원장
- 노무법인 위더스 회장
- 1996년 5월 : 제15대 국회의원 (서울 동작구을/신한국당)
- 1996년 : 신한국당 원내부총무
- 1999년 4월 : 새정치국민회의 원내수석부총무
- 2000년 5월 ~ 2004년 5월 : 제16대 국회의원 (서울 동작구을/새천년민주당)
- 2000년 6월 ~ 2001년 9월 : 국회 환경노동위원회 위원장
- 2001년 9월 ~ 2002년 1월 : 제18대 노동부 장관
- 2002년 6월 : 새천년민주당 사무총장
- 2003년 12월 : 새천년민주당 원내대표
- 2003년 12월 ~ 2004년 5월: 국회운영위원회 위원장
- 노사공포럼 수석공동대표
- 2011년 4월 : 대한민국헌정회 부회장
- 2017년 3월 ~ 2019년 3월 : 제20대 대한민국 헌정회 회장
- 미래통합당 동작구 을 당원협의회 고문
- 국민의힘 동작구 을 당원협의회 고문
- 2025년 5월~2025년 6월: 제21대 대통령 선거 국민의힘 김문수 대통령 후보 자문 및 보좌 기관 상임고문역

## 역대 선거 결과
|  | 25.81% |

|  | 37.45% |

|  | 44.85% |

|  | 48.10% |

|  | 12.26% |

## 소속 정당
| 소속 정당 | 소속 정당      | 소속 기간 | 비고           |
| --------- | -------------- | --------- | -------------- |
|           | 민주정의당     | 1988~1990 | 정계 입문      |
|           | 민주자유당     | 1990~1995 | 합당           |
|           | 신한국당       | 1995~1997 | 당명 변경      |
|           | 한나라당       | 1997~1998 | 합당           |
|           | 무소속         | 1998      | 탈당           |
|           | 새정치국민회의 | 1998~2000 | 입당           |
|           | 새천년민주당   | 2000~2004 | 합당           |
|           | 무소속         | 2004~2020 | 탈당 정계 은퇴 |
|           | 미래통합당     | 2020      | 복당           |
|           | 국민의힘       | 2020~현재 | 당명 변경      |

## 같이 보기
- 동작구 을
- 서울 동작구의 국회의원
- 대한민국의 고용노동부 장관